# Lịch sử hành chính Nam Định

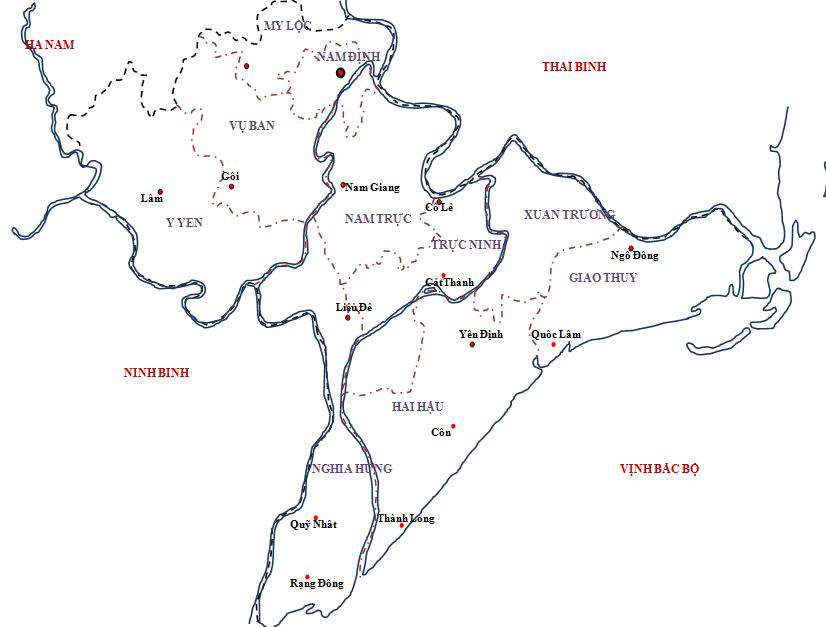
Bản đồ hành chính tỉnh Nam Định

Nam Định là một tỉnh cũ thuộc vùng đồng bằng sông Hồng, miền Bắc Việt Nam. Phía bắc giáp tỉnh Thái Bình và tỉnh Hà Nam. Phía nam và phía đông giáp biển Đông (Vịnh Bắc Bộ). Phía tây giáp tỉnh Ninh Bình. Tính đến ngày 12 tháng 6 năm 2025, tỉnh Nam Định có 09 đơn vị hành chính cấp huyện, gồm 01 thành phố và 08 huyện; 175 đơn vị hành chính cấp xã, gồm 146 xã, 14 phường và 15 thị trấn.

## Thời cổ đại

### Thời tiền sử
Trên đất Nam Định, dấu tích con người ở thời kỳ này còn lưu lại ở các dãy núi thuộc huyện Vụ Bản và huyện Ý Yên nằm về phía tây bắc của tỉnh. Tại đây đã tìm thấy những chiếc rìu đá có vai mài lưỡi, các hòn nghè, chày đá và bàn nghiền. Đó là những dấu tích của những cư dân thuộc thời kỳ đồ đá mới hoặc sơ kỳ đồ đồng đã từ vùng rừng núi tiến xuống khai phá vùng đồng bằng ven biển để sinh sống và dần dần tiến tới lập các làng xóm. Vào lúc cực thịnh của thời kỳ đồ đá, ở tỉnh Nam Định cũng như nhiều địa điểm khác trên đất nước, đã nở rộ những nền văn hoá nguyên thủy. Ngoài kinh tế hái lượm những sản phẩm sẵn có trong tự nhiên, người nguyên thủy trên đất Nam Định đã bắt đầu sản xuất nông nghiệp, chăn nuôi gia súc, gia cầm.

### Thời dựng nước
Nằm trong cương vực nước Văn Lang của các Vua Hùng trải dài từ miền trung du đến miền đồng bằng ven biển, vùng đất Nam Định khi ấy tương đương với đất các huyện Vụ Bản, Ý Yên, Mỹ Lộc, thành phố Nam Định và phần phía bắc của huyện Nam Trực hiện nay. Theo ngọc phả đền thờ Tam Bành ở thôn Bảo Ngũ, xã Quang Trung thì vào đời vua Hùng Vương, huyện Vụ Bản có tên là huyện Bình Chương thuộc bộ Lục Hải, là một trong 15 bộ của nước Văn Lang. Huyện Bình Chương lúc đó nằm sát biển. Tại đây có cửa biển Côi Sơn (Núi Gôi) mà dấu vết còn lại đến ngày nay là địa danh cồn Dâu, cồn Cói ở các vùng quanh chân núi.
Cùng với các nghề trồng lúa nước, trồng rau củ và hoa quả thì những ngành kinh tế khai thác vẫn giữ vai trò quan trọng. Tại di chỉ núi Hổ, trong các di vật tìm được có nhiều mũi tên bằng đá và xương động vật. Cách đó không xa tại hang Lồ (núi Lê) cũng tìm thấy khá nhiều các loại xương thú khác nhau. Săn bắn bổ sung nguồn thức ăn nhiều dinh dưỡng cho con người, đồng thời cung cấp da, xương, sừng cho một số nghề thủ công như chế tạo đồ trang sức, đồ dùng, vũ khí.
Năm 1963, tại núi Mai Độ (còn gọi là núi Hình Nhân) thuộc xã Yên Tân, huyện Ý Yên đã phát hiện một số hiện vật đồng có giá trị. Núi có 4 đỉnh, đỉnh cao nhất cao 52m. Đây là núi đá có lẫn đất, không có cây cao, trên mặt chỉ phủ một lớp cỏ mỏng. Sườn phía đông có một khoảng đất tương đối bằng phẳng, rộng độ 2 sào, nguyên trước có một kiến trúc tôn giáo không biết của đời nào vì đã bị phá hủy từ lâu. Cách chân núi về phía Tây 400m là thôn Mai Độ, phía Đông là thôn Mai Sơn, xung quanh núi là cánh đồng chiêm. Các hiện vật đồng được phát hiện gồm có dao, giáo và rìu.

### Thời Bắc thuộc
Sau khi nước Nam Việt bị nhà Tây Hán đánh chiếm vào năm 111 TCN, đất nước bước vào một thời kỳ Bắc thuộc kéo dài hơn một nghìn năm. Nam Định lúc đó nằm trong quận Giao Chỉ. Do điều kiện thuận lợi cho nghề trồng lúa nước, vùng đất Nam Định trở thành một trung tâm nông nghiệp từ rất sớm.
Trên cơ sở một nền văn hoá bản địa vững chắc thể hiện bản lĩnh, cá tính, lối sống và truyền thống mà cốt lõi là ý thức độc lập, tự chủ và tinh thần yêu quê hương, đất nước, cư dân Nam Định cổ đã tiếp thu những yếu tố văn hoá mới, làm phong phú thêm văn hoá truyền thống. Tuy nhiên, nét bao trùm lên lịch sử thời kỳ Bắc thuộc trên đất Nam Định vẫn là cuộc đấu tranh chống lại ách đô hộ và âm mưu đồng hoá của phong kiến ngoại bang, mà tiêu biểu là nhân dân Nam Định nói chung và đặc biệt là phụ nữ, đã hăng hái tham gia và nhanh chóng đứng dưới ngọn cờ nghĩa của Hai Bà Trưng chống lại ách đô hộ của nhà Đông Hán. Theo tư liệu lịch sử hiện có, Nam Định có tới 20 tướng lĩnh cả nam lẫn nữ tham gia cuộc khởi nghĩa này. Dấu tích về các tướng lĩnh tham gia khởi nghĩa tập trung nhiều ở huyện Vụ Bản, như: Lê Thị Hoa ở Phú Cốc, Chu Liên Hoa ở làng Vậy, Dung Nương và Phương Dung ở làng Cựu, Trần Cao Đạo ở làng Riềng, Bùi Công Mẫn ở xã Trung Thành...
Năm 542, Lý Bí nổi dậy khởi nghĩa chống lại ách đô hộ của nhà Lương. Sau bốn năm chiến đấu anh dũng, cuộc khởi nghĩa giành được thắng lợi, Lý Bí lên ngôi, xưng Hoàng đế, xây dựng nước Vạn Xuân độc lập. Đóng góp vào cuộc khởi nghĩa này, Nam Định có tướng quân Hoàng Tề ở làng Lập Vũ (nay thuộc xã Hiển Khánh, huyện Vụ Bản). Ông được Lý Bí phong chức Túc vệ tướng quân, ban gươm báu và luôn cho hầu bên mình.
Khi Lý Bí qua đời, Hoàng Tề theo Triệu Quang Phục.

## Thời trung đại

### Thời Ngô-Đinh-Tiền Lê
Sau khi Ngô Quyền mất, vùng hạ lưu sông Hồng khi đó chịu sự chi phối của sứ quân Trần Lãm. Đất Nam Định dần trở thành nơi hội tụ và đối đầu quyết liệt của hào khí bốn phương, trong danh sách 12 sứ quân, rất nhiều vị tướng nhà Đinh và các sứ quân như: Trần Lãm, Lã Đường, Ngô Nhật Khánh, Nguyễn Khoan, Phạm Bạch Hổ được thờ ở đây. Đinh Bộ Lĩnh – người anh hùng "tài năng sáng suốt hơn người, dũng cảm mưu lược nhất đời", tự nhận về mình sứ mệnh thiêng liêng dẹp loạn 12 sứ quân, thống nhất đất nước – không thể không tìm về vùng đất duyên hải cửa sông này.

### Thời Lý - Trần
Dưới thời Lý, Trần, Nam Định không những là một cửa ngõ của cả vùng châu thổ sông Hồng mà còn là một trung tâm kinh tế quan trọng. Các vua Lý đã dành sự quan tâm đặc biệt cho vùng đất này. Qua các tư liệu lịch sử, ta biết trên đất Nam Định xưa, nhà Lý đã cho xây ít nhất hai hành cung làm nơi cho vua dừng chân nghỉ lại trong những lần đi kinh lý vùng đất này.Vào thời Trần Thiên Trường được coi như kinh đô thứ hai. Vị trí ứng với khu vực tháp Phổ Minh và Đền Trần ngày nay. Nơi đây còn có dấu tích của cung Trùng Quang và cung Trùng Hoa.
Do vị trí trọng yếu, Nam Định trở thành một trong những nơi giao tranh quyết liệt. Năm 1203, quân nổi loạn do Phí Lang và Bảo Lương cầm đầu từ Đại Hoàng (Ninh Bình) xuôi theo sông Đáy đến đất Nam Định, mở rộng hoạt động ra vùng hạ lưu. Sự rối loạn lên đến cực điểm vào năm 1208, khi trong nước "người chết đói nằm chồng chất lên nhau". Đúng lúc triều Lý bất lực trong việc điều hành đất nước, vùng đất Nam Định lại là nơi hưng khởi của nhà Trần, một triều đại đầy sức sống đã đưa quốc gia Đại Việt phát triển hưng thịnh và ba lần đánh thắng quân Nguyên - Mông.
Đời Trần được gọi là lộ Thiên Trường, sau lại chia làm ba lộ: Kiến Xương, An Tiêm, Hoàng giang.

### Dưới thời thuộc Minh
Tháng 4-1407, Minh Thành Tổ hạ chiếu đổi nước ta làm quận Giao Chỉ - như một địa phương của quốc gia phong kiến nhà Minh. Bằng hành động này, nhà Minh đã bộc lộ rõ ý đồ không chỉ chiếm đóng mà còn vĩnh viễn xóa bỏ nước ta, sáp nhập hẳn vào đế quốc Minh như tên gọi và đơn vị hành chính mà các đế chế đô hộ phương Bắc đã dùng từ nửa thiên niên kỷ trước.
Dưới quận, nhà Minh chia ra làm 15 phủ. Phần đất Nam Định lúc ấy thuộc hai phủ Kiến Bình và Phụng Hóa.
Phủ Phụng Hóa tương đương với phủ Thiên Trường cuối thể kỷ XIV, gồm bốn huyện là Mỹ Lộc, Tây Chân, Giao Thủy và Thận Uy. Bốn trong số chín huyện thuộc phủ Kiến Bình thuộc về đất Nam Định là Ý Yên, An Bản, Vọng Doanh và Đại Loan. Cả hai phủ thuộc tỉnh Nam Định đều bị nhà Minh đổi tên. Kiến Hưng đổi thành Kiến Bình với ý nghĩa xây dựng, kiến lập sự yên ổn, vững chắc, Thiên Trường đổi thành Phụng Hóa hàm ý tuân theo sự giáo hóa, cải hóa của nhà Minh.

### Thời Lê
Đời Lê, thuộc xứ Sơn Nam, đến niên hiệu Cảnh Hưng thứ 2 năm 1741, vùng đất này thuộc lộ Sơn Nam Hạ.
Nhà nước thời Lê sơ rất quan tâm đến việc nông trang nói chung, công cuộc khai hoang mở rộng diện tích canh tác nói riêng bằng hàng loạt chính sách, nhất là dưới thời Hồng Đức. Cùng với hoạt động khẩn hoang tự nguyện của những người nông dân, chính quyền trung ương nhà Lê cũng đặc biệt chú trọng đến việc tổ chức khẩn hoang dưới hình thức đồn điền ở phía Nam khu vực sông Hồng, trong đó có Nam Định. Khó có thể thống kê, khảo sát, xác định được đầy đủ những đồn điền thời Lê sơ đã từng có ở Nam Định. Ngoài lý do thời gian đã quá lâu, còn có nhiều nguyên nhân chủ quan, khách quan khác. Cư dân đầu tiên của các đồn điền này trước hết và chủ yếu là các binh lính, tù binh, tội nhân. Họ ít và khó có điều kiện ghi chép để truyền lại cho đời sau về lịch sử khai hoang lập làng. Tuy nhiên căn cứ vào các nguồn tài liệu chính thống của nhà nước phong kiến như chính sử, điền bạ...có thể thấy vùng Nam Định tập trung khá nhiều đồn điền như:
Sở Vĩnh Hưng (thuộc vùng của tổng Cổ Nông, Trực Ninh)
Sở Đông Hải (nơi có các thôn Đắc Sở, Thượng Đồng, Hạ Đồng thuộc Trực Ninh)
Sở Hoa Diệp (thuộc vùng Phượng Để, Cổ Lễ, Trực Ninh)
Sở Vọng Doanh (nằm trong vùng các xã Yên Quang, Yên Bằng, Yên Khang thuộc Ý Yên).
Khi Nguyến Huệ kéo quân ra đánh Trịnh với danh nghĩa phò Lê thì địa điểm đầu tiên quân Tây Sơn tiến chiếm cũng là quân doanh Vỵ Hoàng tức Nam Định.
Sự trù mật của các đồn điền ở ven cửa biển vùng Giao Thủy, bên đê sông Hồng, sông Đáy tự đã làm nổi bật lên vị trí và vai trò đặc biệt quan trọng của vùng đất phủ Thiên Trường với nhà nước thời Lê sơ, với quốc gia Đại Việt nửa sau thế kỷ XV. Nửa sau thế kỷ XV, trên vùng ven biển Nam Định chứng kiến một công trình kết tinh thành quả lao động to lớn của nhân dân Đại Việt. Đó là việc khởi công và hoàn thành đê Hồng Đức, một con đê ngăn nước mặn có quy mô lớn đầu tiên của vùng châu thổ. Với sự đầu tư, quan tâm của trung ương và địa phương như vậy, công cuộc đắp đê ở vùng biển Nam Định, Ninh Bình thời Lê sơ đã được tiến hành với tốc độ nhanh quy mô lớn. Trên địa bàn Nam Định qua những dấu tích còn lại thì thấy đê Hồng Đức kéo dài từ cửa Đại An, qua phần bắc Nghĩa Hưng, rồi Hải Hậu về đến Hội Khê. Nhiều đoạn gần trùng với con đường 56 hiện nay.
Cùng với sự phát triển nho học của cả nước, giáo dục nho học ở Nam Định thế kỷ XV có bước phá triển mới. Ngay sau khi kết thúc chiến tranh, vào năm 1428, nhà Lê đã cho mở các trường học ở phủ, lộ. Điều đáng chú ý là trong thời Lê sơ, sự phát triển của nho học ở Nam Định không chỉ diễn ra trên các vùng đất cổ như Ý Yên, Vụ Bản hay tại vùng xung quanh ấp thang mộc của nhà Trần như Lộc Vượng, mà còn ở cả địa bàn ven biển, nơi các làng mạc mới được hình thành. Trong vòng 100 năm của thời Lê sơ, Nam Định có đến 22 tiến sĩ, đại bộ phận số đại khoa này đều đỗ vào nửa sau thế kỷ XV, cho nên có thể nói Nho học ở Nam Định đã thực sự có bước phát triển mới từ sau sự kiện Lương Thế Vinh đỗ trạng nguyên (1463). Ngoài con số các trạng nguyên tiến sĩ kể trên, biểu hiện quan trọng của thành tựu giáo dục nho học vùng Nam Định, điều đáng nói ở chỗ không ít vị đại khoa đã trở thành những nhân vật tiêu biểu cho trí tuệ, tài năng Đại Việt thế kỷ XV nói riêng, lịch sử dân tộc nói chung.

### Thời Nguyễn
Dưới triều Nguyễn, năm 1822 (Minh Mạng thứ 3) đổi tên trấn Sơn Nam Hạ thành trấn Nam Định. Đến năm Minh Mạng 13 (1832) đổi trấn Nam Định thành tỉnh Nam Định (tỉnh Nam Định được thành lập), với 4 phủ, 18 huyện, bao gồm phần đất tỉnh Thái Bình hiện nay. Năm 1890, Thái Bình tách ra thành tỉnh riêng và một phần phía bắc Nam Định tách ra để cùng một phần phía nam Hà Nội lập thành tỉnh Hà Nam. Chữ Hà là từ Hà Nội và Nam là từ Nam Định. Điều này cũng lý giải cho việc vì sao chuối ngự thường được gọi là chuối ngự Nam Định bởi cho đến 1890 vùng Lý Nhân vẫn thuộc Nam Định. Từ1890 Nam Định còn lại 2 phủ và 9 huyện.

## Giai đoạn 1945 - 1954

### Về phíaViệt Nam Dân chủ Cộng hòa
Sau Cách mạng tháng Tám năm 1945, các đơn vị hành chính trong tỉnh luôn có sự thay đổi.
Có một giai đoạn ngắn nơi đây gồm: tỉnh Nam Định, tỉnh Bùi Chu và thành phố Nam Định. Tỉnh lị Nam Định đặt ở Hành Thiện, Xuân Trường. Sau Bùi Chu nhập với Nam Định mang tên tỉnh Nam Định.
Năm 1953, 7 xã ở phía Bắc sông Đào thuộc huyện Nghĩa Hưng được cắt nhập vào huyện Ý Yên. Đồng thời, 3 huyện Mỹ Lộc, Vụ Bản, Ý Yên nhập vào tỉnh Hà Nam.

## Giai đoạn 1954 - 1975
Năm 1956, 3 huyện Mỹ Lộc, Vụ Bản, Ý Yên lại được cắt trả cho Nam Định. Đồng thời, thành phố Nam Định chuyển thành tỉnh lị tỉnh Nam Định. Tỉnh Nam Định có 1 thành phố Nam Định và 9 huyện: Giao Thủy, Hải Hậu, Mỹ Lộc, Nam Trực, Nghĩa Hưng, Trực Ninh, Vụ Bản, Xuân Trường, Ý Yên.

### Tỉnh Nam Hà
Bài chi tiết: Nam Hà (tỉnh)
Năm 1965, tỉnh Nam Định được hợp nhất với tỉnh Hà Nam thành tỉnh Nam Hà.
Năm 1966, điều chỉnh địa giới một số xã thuộc huyện Hải Hậu.
Năm 1967, hợp nhất huyện Giao Thủy và huyện Xuân Trường thành một huyện lấy tên là huyện Xuân Thủy; huyện Mỹ Lộc nhập vào thành phố Nam Định.
Năm 1968, hợp nhất một số xã thuộc huyện Xuân Thủy. Cùng năm, 7 xã phía Nam sông Ninh Cơ thuộc huyện Trực Ninh nhập vào huyện Hải Hậu, hợp nhất huyện Trực Ninh và huyện Nam Trực thành một huyện lấy tên là huyện Nam Ninh..
Năm 1969, hợp nhất một số xã thuộc huyện Xuân Thủy.
Năm 1971, điều chỉnh địa giới một số xã thuộc các huyện Nghĩa Hưng, Nam Ninh, Xuân Thủy.
Năm 1973, điều chỉnh địa giới một số xã thuộc huyện Xuân Thủy.
Năm 1974, điều chỉnh địa giới một số xã thuộc các huyện Vụ Bản, Nam Ninh, Nghĩa Hưng.

## Giai đoạn 1975 - 2025

### TỉnhHà Nam Ninh

#### Năm 1975: Quốc hội nướcViệt Nam Dân chủ Cộng hòakhóa V, Kỳ họp thứ 2
- Nghị quyết ngày 27 tháng 12 năm 1975 của Quốc hội nước Việt Nam Dân chủ Cộng hòa khóa V, Kỳ họp thứ 2[10] về việc hợp nhất một số tỉnh:
- Tỉnh Nam Hà, tỉnh Ninh Bình, tỉnh Hà Nam Ninh

1. Hợp nhất tỉnh Nam Hà và tỉnh Ninh Bình thành một tỉnh mới, lấy tên là tỉnh Hà Nam Ninh.
2. Tổ chức trên địa bàn gồm 7 đơn vị hành chính cấp huyện, bao gồm thành phố Nam Định (tỉnh lỵ) và 6 huyện: Hải Hậu, Nam Ninh, Nghĩa Hưng, Vụ Bản, Xuân Thủy, Ý Yên.

#### Năm 1976: Quyết định số 163-BT
- Quyết định số 163-BT[11] ngày 3 tháng 9 năm 1976 của Phủ Thủ tướng về việc hợp nhất xã Nam Đồng và xã Bắc Sơn, huyện Nam Ninh, tỉnh Hà Nam Ninh thành một xã lấy tên là xã Đồng Sơn:
- Huyện Nam Ninh

1. Hợp nhất xã Nam Đồng và xã Bắc Sơn, huyện Nam Ninh, tỉnh Hà Nam Ninh thành một xã lấy tên là xã Đồng Sơn thuộc huyện Nam Ninh cùng tỉnh.

#### Năm 1976: Quyết định số 1506-TCCP
- Quyết định số 1506-TCCP[12] ngày 18 tháng 12 năm 1976 của Phủ Thủ tướng về việc hợp nhất và điều chỉnh địa giới của một số xã thuộc tỉnh Hà Nam Ninh:
- Huyện Hải Hậu

1. Hợp nhất xã Hải Tiến và thị trấn Cồn thành một đơn vị hành chính, lấy tên là thị trấn Cồn.
2. Hợp nhất xã Hải Đường và xã Hải Cát thành một xã, lấy tên là xã Hải Đường.
3. Hợp nhất xã Hải Trung và xã Hải Thành thành một xã, lấy tên là xã Hải Trung.
4. Hợp nhất xã Trực Đại và xã Trực Tiến thành một xã, lấy tên là xã Trực Đại.

- Huyện Nam Ninh

1. Hợp nhất xã Trực Đông và xã Trực Trung thành một xã, lấy tên là xã Trung Đông.

#### Năm 1977: Quyết định số 617-VP18
- Quyết định số 617-VP18[13] ngày 23 tháng 2 năm 1977 của Phủ Thủ tướng về việc hợp nhất và điều chỉnh địa giới của một số xã thuộc các huyện của tỉnh Hà Nam Ninh:
- Huyện Nghĩa Hưng

1. Sáp nhập thôn Thắng Hạ của xã Hoàng Nam vào xã Nghĩa Châu.
2. Sáp nhập thôn Đại Đê của xã Nghĩa Hiệp và thôn Tân Liêu của xã Nghĩa Trung vào xã Nghĩa Sơn.

- Huyện Nam Ninh

1. Hợp nhất xã Nam Bình và xã Nam Ninh thành một xã lấy tên là xã Bình Minh.
2. Hợp nhất xã Trực Bình và xã Trực Tĩnh thành một xã lấy tên là xã Việt Hùng.
3. Cắt thôn Nam Sơn của xã Thái Sơn vào xã Nam Phúc lấy tên xã mới là xã Nam Thái.
4. Hợp nhất xã Nam Lợi và xã Nam Quan thành một xã lấy tên là xã Nam Lợi.

#### Năm 1977: Quyết định số 125-CP
- Quyết định số 125-CP[14] ngày 27 tháng 4 năm 1977 của Hội đồng Chính phủ về việc hợp nhất và điều chỉnh địa giới một số huyện, thị xã thuộc tỉnh Hà Nam Ninh:
- Thành phố Nam Định, huyện Bình Lục

1. Sáp nhập 9 xã của thành phố Nam Định: Mỹ Thịnh, Mỹ Thuận, Mỹ Tiến, Mỹ Thành, Mỹ Hà, Mỹ Thắng, Mỹ Phúc, Mỹ Hưng, Mỹ Trung vào huyện Bình Lục.

#### Năm 1977: Quyết định số 135-BT
- Quyết định số 135-BT[15] ngày 27 tháng 6 năm 1977 của Phủ Thủ tướng về việc hợp nhất một số xã thuộc huyện Hải Hậu, tỉnh Hà Nam Ninh:
- Huyện Hải Hậu

1. Hợp nhất xã Hải Hưng và xã Hải Thắng thành một xã lấy tên là xã Hải Hưng.
2. Hợp nhất xã Hải Anh và xã Hải Hùng thành một xã lấy tên là xã Hải Anh.

#### Năm 1978: Quyết định số 22-BT
- Quyết định số 22-BT[16] ngày 1 tháng 2 năm 1978 của Phủ Thủ tướng về việc hợp nhất và điều chỉnh địa giới một số xã thuộc các huyện Nam Ninh, Vụ Bản, Lý Nhân và Kim Sơn thuộc tỉnh Hà Nam Ninh:
- Huyện Nam Ninh

1. Hợp nhất xã Nam Hồng và xã Nam Trung thành một xã lấy tên là xã Nam Hồng.
2. Hợp nhất xã Nam Long và xã Nam Ninh thành một xã lấy tên là xã Nam Thanh.

- Huyện Vụ Bản

1. Sáp nhập các thôn Thám Thanh, Vũ Nữ và Đức Hòa của xã Hiển Khánh vào xã Hợp Hưng.

#### Năm 1978: Quyết định số 51-BT
- Quyết định số 51-BT[17] ngày 27 tháng 3 năm 1978 của Phủ Thủ tướng về việc hợp nhất một số xã thuộc các huyện Nam Ninh, Kim Sơn và Lý Nhân, tỉnh Hà Nam Ninh và thành lập xã Nam Điền thuộc huyện Nghĩa Hưng cùng tỉnh:
- Huyện Nam Ninh

1. Hợp nhất xã Trực Cát và xã Trực Thành thành một xã lấy tên là xã Cát Thành.
2. Hợp nhất xã Trực Phương và xã Trực Định thành một xã lấy tên là xã Phương Định.
3. Hợp nhất xã Trực Chính và xã Trực Nghĩa thành một xã lấy tên là xã Chính Nghĩa.
4. Hợp nhất xã Nam Điền và xã Nam Xá thành một xã lấy tên là xã Điền Xá.
5. Hợp nhất xã Nam Chấn và xã Nam Quang thành một xã lấy tên là xã Hồng Quang.
6. Hợp nhất xã Nam Tân và xã Nam Thịnh thành một xã lấy tên là xã Tân Thịnh.
7. Hợp nhất xã Nam An và xã Nam Nghĩa thành một xã lấy tên là xã Nghĩa An.

- Huyện Nghĩa Hưng

1. Thành lập một xã ở vùng kinh tế mới lấy tên là xã Nam Điền thuộc huyện Nghĩa Hưng, tỉnh Hà Nam Ninh.

#### Năm 1981: Quyết định số 3-CP
- Quyết định số 3-CP[18] ngày 3 tháng 1 năm 1981 của Hội đồng Chính phủ về việc thống nhất tên gọi các đơn vị hành chính ở nội thành nội thị:

1. Từ nay ở nội thành, đơn vị hành chính cấp dưới trực tiếp của thành phố trực thuộc trung ương đều thống nhất gọi là quận; các đơn vị hành chính cơ sở ở nội thành, nội thị của các thành phố thuộc tỉnh, thị xã và quận gọi là phường.

#### Năm 1984: Quyết định số 2-HĐBT
- Quyết định số 2-HĐBT[19] ngày 10 tháng 1 năm 1984 của Hội đồng Bộ trưởng về việc phân vạch địa giới một số xã, thị trấn thuộc tỉnh Hà Nam Ninh:
- Huyện Nam Ninh

1. Chia xã Chính Nghĩa (huyện Nam Ninh) thành 2 đơn vị hành chính lấy tên là xã Trực Chính và thị trấn Cổ Lễ.

#### Năm 1984: Quyết định số 5-HĐBT
- Quyết định số 5-HĐBT[20] ngày 12 tháng 1 năm 1984 của Hội đồng Bộ trưởng về việc mở rộng địa giới thành phố Nam Định thuộc tỉnh Hà Nam Ninh:
- Huyện Bình Lục, thành phố Nam Định

1. Sáp nhập xã Mỹ Phúc và xã Mỹ Trung của huyện Bình Lục vào thành phố Nam Định thuộc tỉnh Hà Nam Ninh.

#### Năm 1985: Quyết định số 142-HĐBT
- Quyết định số 142-HĐBT[21] ngày 23 tháng 5 năm 1985 của Hội đồng Bộ trưởng về việc điều chỉnh địa giới hành chính một số phường của thành phố Nam Định thuộc tỉnh Hà Nam Ninh:
- Thành phố Nam Định

1. Tách 4 tổ dân phố (gồm 490 nhân khẩu) của phường Trần Đăng Ninh để sáp nhập vào phường Trường Thi; chia phường Trường Thi thành hai phường lấy tên là phường Trường Thi và phường Văn Miếu.
2. Tách 14 tổ dân phố (gồm 3015 nhân khẩu) của phường Trần Hưng Đạo, 8 tổ dân phố (gồm 1200 nhân khẩu) của phường Trần Đăng Ninh để sáp nhập vào phường Năng Tĩnh; chia phường Năng Tĩnh thành hai phường lấy tên là phường Năng Tĩnh và phường Ngô Quyền.
3. Tách 5 tổ dân phố (gồm 981 nhân khẩu) của phường Trân Đăng Ninh, 5 tổ dân phố (gồm 1057 nhân khẩu) của phường Quang Trung, 1 tổ dân phố (gồm 233 nhân khẩu) của phường Trần Hưng Đạo, 4 tổ dân phố (gồm 537 nhân khẩu) của phường Nguyễn Du để sáp nhập vào phường Cửa Bắc; chia phường Cửa Bắc thành hai phường lấy tên là phường Cửa Bắc và phường Bà Triệu.
4. Tách của phường Nguyễn Du 4 tổ dân phố (gồm 537 nhân khẩu) để sáp nhập vào phường Trần Hưng Đạo, 4 tổ dân phố (gồm 433 nhân khẩu) để sáp nhập vào phường Phan Đình Phùng.
5. Tách của phường Phan Đình Phùng 7 tổ dân phố (gồm 1542 nhân khẩu) để sáp nhập vào phường Trần Hưng Đạo, 26 tổ dân phố (gồm 4436 nhân khẩu) để sáp nhập vào phường Vị Xuyên.
6. Chia phường Vị Xuyên thành hai phường mới lấy tên là phường Vị Xuyên và phường Vị Hoàng.
7. Chia phường Trần Tế Xương thành hai phường lấy tên là phường Trần Tế Xương và phường Hạ Long.
8. Sau khi điều chỉnh địa giới, nội thành của thành phố Nam Định có 15 phường Trường Thi, Văn Miếu, Năng Tĩnh, Cửa Bắc, Trần Đăng Ninh, Bà Triệu, Ngô Quyền, Trần Hưng Đạo, Quang Trung, Nguyễn Du, Vị Hoàng, Vị Xuyên, Hạ Long, Trần Tế Xương và Phan Đình Phùng.

#### Năm 1986: Quyết định số 34-HĐBT
- Quyết định số 34-HĐBT[22] ngày 1 tháng 4 năm 1985 của Hội đồng Bộ trưởng về việc điều chỉnh địa giới hành chính một số xã, thị trấn thuộc tỉnh Hà Nam Ninh:
- Huyện Hải Hậu

1. Thành lập thị trấn Yên Định (thị trấn huyện lỵ huyện Hải Hậu) trên cơ sở 31,72 hécta diện tích tự nhiên của xã Hải Bắc; 79,04 hécta diện tích tự nhiên của xã Hải Hưng và 112,6 hécta diện tích tự nhiên của xã Hải Phương.

- Huyện Xuân Thủy

1. Thành lập thị trấn Ngô Đồng (thị trấn huyện lỵ huyện Xuân Thủy) trên cơ sở 141,25 hécta diện tích tự nhiên của xã Bình Hòa; 72,46 hécta diện tích tự nhiên của xã Hoành Sơn và 2,02 hécta diện tích tự nhiên của xã Xuân Phú.

- Huyện Ý Yên

1. Thành lập thị trấn Lâm (thị trấn huyện lỵ huyện Ý Yên) trên cơ sở 416,04 hécta diện tích tự nhiên của xã Yên Xá; 30,37 hécta diện tích tự nhiên của xã Yên Ninh; 24,50 hécta diện tích tự nhiên của xã Yên Tiến và 4,27 hécta diện tích tự nhiên của xã Yên Hồng.

- Huyện Vụ Bản

1. Thành lập thị trấn Gôi (thị trấn huyện lỵ huyện Vụ Bản) trên cơ sở 485,5 hécta diện tích tự nhiên của xã Tam Thanh.

#### Năm 1987: Quyết định số 26-HĐBT
- Quyết định số 26-HĐBT[23] ngày 13 tháng 2 năm 1987 của Hội đồng Bộ trưởng về việc thành lập và đổi tên một số thị trấn của các huyện Bình Lục, Lý Nhân, Nghĩa Hưng và Kim Sơn thuộc tỉnh Hà Nam Ninh:
- Huyện Nghĩa Hưng

1. Giải thể xã Nghĩa Hiệp; thành lập thị trấn Liễu Đề (thị trấn huyện lỵ huyện Nghĩa Hưng) trên cơ sở diện tích và dân số của xã này với 26,8 hécta đất của xã Nghĩa Trung.
2. Đổi tên thị trấn nông trường Rạng Đông thành thị trấn Rạng Đông.

### TỉnhNam Hà

#### Năm 1991: Quốc hội khóa VIII, Kỳ họp thứ 10
- Nghị quyết ngày 26 tháng 12 năm 1991 của Quốc hội khóa VIII, Kỳ họp thứ 10[24] về việc phân vạch lại địa giới hành chính một số tỉnh:
- Tỉnh Hà Nam Ninh, tỉnh Nam Hà, tỉnh Nam Định

1. Chia tỉnh Hà Nam Ninh thành 2 tỉnh, lấy tên là tỉnh Nam Hà và tỉnh Ninh Bình.
2. Tỉnh Nam Hà có 13 đơn vị hành chính gồm: thành phố Nam Định, thị xã Hà Nam và 11 huyện: Xuân Thủy, Hải Hậu, Nghĩa Hưng, Nam Ninh, Ý Yên, Vụ Bản, Bình Lục, Lý Nhân, Thanh Liêm, Duy Tiên, Kim Bảng có diện tích tự nhiên 2.423,59 km2; với số dân 2.435.995 người. Tỉnh lỵ: Thành phố Nam Định.

### TỉnhNam Định

#### Năm 1996: Quốc hội khóa IX, Kỳ họp thứ 10
- Nghị quyết ngày 6 tháng 11 năm 1996 của Quốc hội khóa IX, Kỳ họp thứ 10[25] về việc chia và điều chỉnh địa giới hành chính một số tỉnh:
- Tỉnh Nam Hà, tỉnh Hà Nam, tỉnh Nam Định

1. Chia tỉnh Nam Hà thành hai tỉnh là tỉnh Hà Nam và tỉnh Nam Định.
2. Tỉnh Hà Nam có sáu đơn vị hành chính gồm: Thị xã Phủ Lý và năm huyện: Lý Nhân, Bình Lục, Kim Bảng, Thanh Liêm, Duy Tiên; có diện tích 826,66 km2, với số dân 804.800 người. Tỉnh lỵ: Thị xã Phủ Lý.
3. Tỉnh Nam Định có bảy đơn vị hành chính gồm: Thành phố Nam Định và sáu huyện: Xuân Thủy, Hải Hậu, Nghĩa Hưng, Nam Ninh, Ý Yên, Vụ Bản và 7 xã Mỹ Thuận, Mỹ Tiến, Mỹ Hà, Mỹ Thịnh, Mỹ Thành, Mỹ Thắng, Mỹ Hưng thuộc huyện Bình Lục nay chuyển giao về thành phố Nam Định thuộc tỉnh Nam Định quản lý; có diện tích 1.669,36 km2, với số dân 1.898.100 người. Tỉnh lỵ: Thành phố Nam Định.

#### Năm 1997: Nghị định số 1-CP
- Nghị định số 1-CP[26] ngày 2 tháng 1 năm 1997 của Chính phủ về việc điều chỉnh địa giới thành phố Nam Định thuộc tỉnh Nam Hà:
- Huyện Nam Ninh, thành phố Nam Định

1. Chuyển hai xã Nam Phong và Nam Vân thuộc huyện Nam Ninh về thành phố Nam Định quản lý.
2. Sau khi điều chỉnh địa giới hành chính:
  1. Thành phố Nam Định có diện tích tự nhiên 6.760 ha và 263.600 nhân khẩu, gồm 25 phường, xã.
  2. Huyện Nam Ninh còn lại 25.960,86 ha diện tích tự nhiên và 327.400 nhân khẩu; gồm 35 xã, thị trấn.

#### Năm 1997: Nghị định số 19-CP
- Nghị định số 19-CP[27] ngày 26 tháng 2 năm 1997 của Chính phủ về việc điều chỉnh địa giới hành chính thành phố Nam Định, huyện Hải Hậu, chia các huyện Xuân Thủy, Nam Ninh và thành lập thị trấn Thịnh Long thuộc huyện Hải Hậu, tỉnh Nam Định:
- Thành phố Nam Định, huyện Mỹ Lộc

1. Thành lập huyện Mỹ Lộc trên cơ sở 7.897,72 ha diện tích tự nhiên và 74.354 nhân khẩu của thành phố Nam Định, gồm 11 đơn vị hành chính trực thuộc là các xã: Mỹ Trung, Mỹ Hưng, Mỹ Hà, Mỹ Thắng, Mỹ Thịnh, Mỹ Tiến, Mỹ Thuận, Mỹ Thành, Mỹ Tân và Lộc Hòa.
2. Thành phố Nam Định sau khi điều chỉnh địa giới hành chính còn lại 3.887,02 ha diện tích tự nhiên và 232.640 nhân khẩu, gồm 15 phường, 6 xã.

- Huyện Xuân Thủy, huyện Xuân Trường, huyện Giao Thủy

1. Chia huyện Xuân Thủy thành hai huyện Xuân Trường và Giao Thủy.
  1. Huyện Xuân Trường có 11.167,74 ha diện tích tự nhiên và 170.469 nhân khẩu, gồm 20 đơn vị hành chính trực thuộc là các xã: Xuân Thượng, Xuân Châu, Xuân Hồng, Xuân Thủy, Xuân Ngọc, Xuân Hùng, Xuân Tiên, Xuân Kiên, Xuân Ninh, Xuân Hoà, Xuân Vinh, Xuân Thành, Xuân Bắc, Xuân Phương, Xuân Trung, Xuân Đài, Xuân Tân, Xuân Phong, Xuân Phú, Thọ Nghiệp.
  2. Huyện Giao Thủy có 22.797,03 ha diện tích tự nhiên và 198.429 nhân khẩu, gồm 22 đơn vị hành chính trực thuộc là các xã: Hoàng Sơn, Giao Nhân, Giao Châu, Giao Hải, Giao Long, Bình Hoà, Giao Hà, Giao Tân, Giao Tiến, Giao Yến, Giao Thịnh, Giao Lâm, Giao Phong, Bạch Long, Giao Thiện, Giao An, Giao Thanh, Giao Hương, Hồng Thuận, Giao Lạc, Giao Xuân và thị trấn Ngô Đồng.

- Huyện Hải Hậu, huyện Nam Ninh, huyện Nam Trực, huyện Trực Ninh

1. Sáp nhập các xã Trực Thắng, Trực Đại, Trực Thái, Trực Cường, Trực Phú, Trực Hùng thuộc huyện Hải Hậu (với 4.556,51 ha diện tích tự nhiên và 53.621 nhân khẩu) vào huyện Nam Ninh và chia huyện Nam Ninh thành hai huyện Nam Trực và Trực Ninh.
  1. Huyện Nam Trực có 16.203,95 ha diện tích tự nhiên và 201.921 nhân khẩu, gồm 20 đơn vị hành chính trực thuộc là các xã: Nam Thắng, Nam Mỹ, Điền Xá, Tân Thịnh, Nam Toàn, Nghĩa An, Hồng Quang, Nam Dương, Nam Giang, Nam Hùng, Nam Hoa, Nam Hồng, Bình Minh, Nam Tiến, Đồng Sơn, Nam Lợi, Nam Cường, Nam Thái, Nam Hải, Nam Thanh.
  2. Huyện Trực Ninh có 14.318,96 ha diện tích tự nhiên và 188.189 nhân khẩu, gồm 21 đơn vị hành chính trực thuộc là các xã: Trực Thắng, Trực Đại, Trực Thái, Trực Cường, Trực Phú, Trực Hùng, Trực Nội, Trực Hưng, Trực Khang, Trực Mỹ, Trực Thuận, Trực Thanh, Trực Đạo, Trực Tuấn, Cát Thành, Phương Định, Trung Đông, Trực Chính, Liêm Hải, Việt Hùng và thị trấn Cổ Lễ.
  3. Huyện Hải Hậu sau khi điều chỉnh địa giới hành chính còn lại 22.641 ha diện tích tự nhiên và 279.230 nhân khẩu, gồm 35 xã, thị trấn.

- Huyện Hải Hậu

1. Thành lập thị trấn Thịnh Long thuộc huyện Hải Hậu trên cơ sở toàn bộ diện tích và dân số của xã Thịnh Long.

#### Năm 1997: Nghị định số 95-CP
- Nghị định số 95-CP[28] ngày 6 tháng 9 năm 1997 của Chính phủ về việc để xã Lộc Hòa tiếp tục trực thuộc thành phố Nam Định, tỉnh Nam Định:
- Thành phố Nam Định, huyện Mỹ Lộc

1. Nay để xã Lộc Hòa tiếp tục trực thuộc thành phố Nam Định.
2. Sau khi điều chỉnh địa giới hành chính:
  1. Thành phố Nam Định có 4.545,14 ha diện tích tự nhiên và 240.784 nhân khẩu gồm 15 phường: Hạ Long, Trần Tế Xương, Vị Xuyên, Vị Hoàng, Phan Đình Phùng, Nguyễn Du, Quang Trung, Ngô Quyền, Bà Triệu, Năng Tĩnh, Cửa Bắc, Trần Hưng Đạo, Trường Thi, Văn Miêu, Trần Đăng Ninh và 7 xã: Nam Vân, Nam Phong, Lộc Vượng, Lộc Hạ, Mỹ Xá, Lộc An và Lộc Hòa.
  2. Huyện Mỹ Lộc có 7.239,01 ha diện tích tự nhiên và 65.247 nhân khẩu, gồm 10 xã: Mỹ Trọng, Mỹ Phúc, Mỹ Hưng, Mỹ Hà, Mỹ Thắng, Mỹ Thịnh, Mỹ Tiến, Mỹ Thuận, Mỹ Thành và Mỹ Tân.

#### Năm 1998: Nghị định số 19/1998/NĐ-CP
- Nghị định số 19/1998/NĐ-CP[29] ngày 26 tháng 3 năm 1998 của Chính phủ về việc thành lập xã Giao Hưng thuộc huyện Giao Thủy, tỉnh Nam Định:
- Huyện Giao Thủy

1. Nay thành lập xã Giao Hưng thuộc huyện Giao Thủy, tỉnh Nam Định trên cơ sở 751,7 ha diện tích tự nhiên và 1.445 nhân khẩu của vùng bãi bồi Cồn Ngạn.

#### Năm 2003: Nghị định số 137/2003/NĐ-CP
- Nghị định số 137/2003/NĐ-CP[30] ngày 14 tháng 11 năm 2003 của Chính phủ về việc thành lập thị trấn thuộc các huyện Nam Trực, Xuân Trường, Mỹ Lộc và Giao Thủy, tỉnh Nam Định:
- Huyện Nam Trực

1. Thành lập thị trấn Nam Giang - thị trấn huyện lỵ huyện Nam Trực trên cơ sở toàn bộ xã Nam Giang.

- Huyện Xuân Trường

1. Thành lập thị trấn Xuân Trường - thị trấn huyện lỵ huyện Xuân Trường trên cơ sở toàn bộ xã Xuân Hùng và 30,40 ha diện tích tự nhiên của xã Xuân Ngọc.

- Huyện Mỹ Lộc

1. Thành lập thị trấn Mỹ Lộc - thị trấn huyện lỵ huyện Mỹ Lộc trên cơ sở 221,71 ha diện tích tự nhiên và 2.256 nhân khẩu của xã Mỹ Hưng; 177,14 ha diện tích tự nhiên và 1.587 nhân khẩu của xã Mỹ Thịnh; 70,32 ha diện tích tự nhiên và 517 nhân khẩu của xã Mỹ Thành.

- Huyện Giao Thủy

1. Thành lập thị trấn Quất Lâm thuộc huyện Giao Thủy trên cơ sở toàn bộ xã Giao Lâm.

#### Năm 2004: Nghị định số 17/2004/NĐ-CP
- Nghị định số 17/2004/NĐ-CP[31] ngày 9 tháng 1 năm 2004 của Chính phủ về việc thành lập phường thuộc thành phố Nam Định, tỉnh Nam Định:
- Thành phố Nam Định

1. Thành lập phường Lộc Vượng trên cơ sở 420,07 ha diện tích tự nhiên và 7.962 nhân khẩu của xã Lộc Vượng.
2. Thành lập phường Lộc Hạ trên cơ sở 349,50 ha diện tích tự nhiên và 6.931 nhân khẩu của xã Lộc Hạ.
3. Thành lập phường Thống Nhất trên cơ sở 36,53 ha diện tích tự nhiên và 1.200 nhân khẩu (còn lại) của xã Lộc Vượng; 0,60 ha diện tích tự nhiên và 221 nhân khẩu (còn lại) của xã Lộc Hạ; 13,70 ha diện tích tự nhiên và 1.464 nhân khẩu của phường Quang Trung; 18 ha diện tích tự nhiên và 4.193 nhân khẩu của phường Vị Hoàng.
4. Thành lập phường Cửa Nam trên cơ sở 127,60 ha diện tích tự nhiên và 4.828 nhân khẩu của xã Nam Phong; 50 ha diện tích tự nhiên và 1.300 nhân khẩu của xã Nam Vân.
5. Thành lập phường Trần Quang Khải trên cơ sở 90,60 ha diện tích tự nhiên và 8.489 nhân khẩu của phường Năng Tĩnh.

#### Năm 2006: Nghị định số 33/2006/NĐ-CP
- Nghị định số 33/2006/NĐ-CP[32] ngày 31 tháng 3 năm 2006 của Chính phủ về việc bãi bỏ Nghị định số 19/1998/NĐ-CP ngày 26 tháng 3 năm 1998 của Chính phủ về việc thành lập xã Giao Hưng thuộc huyện Giao Thủy, tỉnh Nam Định:
- Huyện Giao Thủy

1. Bãi bỏ Nghị định số 19/1998/NĐ-CP ngày 26 tháng 3 năm 1998 của Chính phủ về việc thành lập xã Giao Hưng thuộc huyện Giao Thuỷ, tỉnh Nam Định.

#### Năm 2006: Nghị định số 34/2006/NĐ-CP
- Nghị định số 34/2006/NĐ-CP[33] ngày 31 tháng 3 năm 2006 của Chính phủ về việc thành lập thị trấn Cát Thành thuộc huyện Trực Ninh, tỉnh Nam Định:
- Huyện Trực Ninh

1. Thành lập thị trấn Cát Thành thuộc huyện Trực Ninh trên cơ sở toàn bộ diện tích tự nhiên và dân số của xã Cát Thành.

#### Năm 2007: Nghị định số 171/2007/NĐ-CP
- Nghị định số 171/2007/NĐ-CP[34] ngày 19 tháng 11 năm 2007 của Chính phủ về việc thành lập thị trấn Quỹ Nhất thuộc huyện Nghĩa Hưng, tỉnh Nam Định:
- Huyện Nghĩa Hưng

1. Thành lập thị trấn Quỹ Nhất thuộc huyện Nghĩa Hưng, tỉnh Nam Định trên cơ sở toàn bộ xã Nghĩa Hòa, huyện Nghĩa Hưng, tỉnh Nam Định.
2. Sau khi thành lập thị trấn Quỹ Nhất, huyện Nghĩa Hưng có 25 đơn vị hành chính trực thuộc, bao gồm: thị trấn Liễu Đề, thị trấn Rạng Đông, thị trấn Quỹ Nhất và các xã: Nghĩa Đồng, Nghĩa Thịnh, Nghĩa Minh, Hoàng Nam, Nghĩa Châu, Nghĩa Thái, Nghĩa Trung, Nghĩa Sơn, Nghĩa Lạc, Nghĩa Hồng, Nghĩa Phong, Nghĩa Phú, Nghĩa Bình, Nghĩa Tân, Nghĩa Thành, Nghĩa Lâm, Nghĩa Hùng, Nghĩa Hải, Nghĩa Thắng, Nghĩa Lợi, Nghĩa Phúc, Nam Điền.

#### Năm 2017: Nghị quyết số 460/NQ-UBTVQH14
- Nghị quyết số 460/NQ-UBTVQH14[35] ngày 13 tháng 12 năm 2017 của Ủy ban Thường vụ Quốc hội về việc thành lập thị trấn Ninh Cường thuộc huyện Trực Ninh, tỉnh Nam Định:
- Huyện Trực Ninh

1. Thành lập thị trấn Ninh Cường trên cơ sở toàn bộ xã Trực Phú, huyện Trực Ninh, tỉnh Nam Định.
2. Sau khi thành lập thị trấn Ninh Cường:
  1. Huyện Trực Ninh có 21 đơn vị hành chính cấp xã gồm 18 xã và 03 thị trấn.
  2. Tỉnh Nam Định có 10 đơn vị hành chính cấp huyện gồm 09 huyện và 01 thành phố; 229 đơn vị hành chính cấp xã gồm 193 xã, 20 phường và 16 thị trấn.

#### Năm 2019: Nghị quyết số 721/NQ-UBTVQH14
- Nghị quyết số 721/NQ-UBTVQH14[36] ngày 16 tháng 7 năm 2019 của Ủy ban Thường vụ Quốc hội về việc thành lập phường Lộc Hòa và phường Mỹ Xá thuộc thành phố Nam Định, tỉnh Nam Định:
- Thành phố Nam Định

1. Thành lập phường Lộc Hòa thuộc thành phố Nam Định trên cơ sở toàn bộ xã Lộc Hòa.
2. Thành lập phường Mỹ Xá thuộc thành phố Nam Định trên cơ sở toàn bộ xã Mỹ Xá.
3. Sau khi thành lập phường Lộc Hòa và phường Mỹ Xá:
  1. Thành phố Nam Định có 25 đơn vị hành chính cấp xã, gồm 22 phường và 03 xã;
  2. Tỉnh Nam Định có 10 đơn vị hành chính cấp huyện, gồm 09 huyện và 01 thành phố; 229 đơn vị hành chính cấp xã, gồm 191 xã, 22 phường và 16 thị trấn.

#### Năm 2020: Nghị quyết số 858/NQ-UBTVQH14
- Nghị quyết số 858/NQ-UBTVQH14[37] ngày 10 tháng 1 năm 2020 của Ủy ban Thường vụ Quốc hội về việc sắp xếp các đơn vị hành chính cấp xã thuộc tỉnh Nam Định:
- Huyện Hải Hậu

1. Nhập toàn bộ xã Hải Toàn vào xã Hải An.
2. Sau khi sắp xếp, huyện Hải Hậu có 34 đơn vị hành chính cấp xã, gồm 32 xã và 02 thị trấn.

- Huyện Nghĩa Hưng

1. Thành lập xã Phúc Thắng trên cơ sở nhập toàn bộ xã Nghĩa Phúc và xã Nghĩa Thắng.
2. Sau khi sắp xếp, huyện Nghĩa Hưng có 24 đơn vị hành chính cấp xã, gồm 22 xã và 02 thị trấn.

- Huyện Ý Yên

1. Nhập toàn bộ xã Yên Xá vào thị trấn Lâm.
2. Sau khi sắp xếp, huyện Ý Yên có 31 đơn vị hành chính cấp xã, gồm 30 xã và 01 thị trấn.
3. Tỉnh Nam Định 10 đơn vị hành chính cấp huyện, gồm 09 huyện và 01 thành phố; 226 đơn vị hành chính cấp xã, gồm 188 xã, 22 phường và 16 thị trấn.

#### Năm 2024: Nghị quyết số 1104/NQ-UBTVQH15
- Nghị quyết số 1104/NQ-UBTVQH15[38] ngày 23 tháng 7 năm 2024 của Ủy ban Thường vụ Quốc hội về việc sắp xếp đơn vị hành chính cấp huyện, cấp xã giai đoạn 2023 - 2025 của tỉnh Nam Định:
- Huyện Mỹ Lộc, thành phố Nam Định

1. Nhập toàn bộ huyện Mỹ Lộc vào thành phố Nam Định.
2. Sau khi nhập, thành phố Nam Định có 120,9 km² diện tích tự nhiên và quy mô dân số 364.181 người.

- Thành phố Nam Định

1. Thành lập, sắp xếp các đơn vị hành chính cấp xã thuộc thành phố Nam Định như sau:
  1. Thành lập phường Nam Phong trên cơ sở toàn bộ xã Nam Phong.
  2. Thành lập phường Nam Vân trên cơ sở toàn bộ xã Nam Vân.
  3. Thành lập phường Hưng Lộc trên cơ sở nhập toàn bộ xã Mỹ Hưng và thị trấn Mỹ Lộc.
  4. Nhập toàn bộ xã Lộc An và phường Văn Miếu và xã Lộc An vào phường Trường Thi.
  5. Nhập toàn bộ phường Hạ Long và phường Thống Nhất vào phường Quang Trung.
  6. Nhập toàn bộ phường Trần Tế Xương và phường Vị Hoàng vào phường Vị Xuyên.
  7. Nhập toàn bộ phường Phan Đình Phùng và phường Nguyễn Du vào phường Trần Hưng Đạo.
  8. Nhập toàn bộ phường Ngô Quyền và phường Trần Quang Khải vào phường Năng Tĩnh.
  9. Nhập toàn bộ phường Bà Triệu và phường Trần Đăng Ninh vào phường Cửa Bắc.
  10. Thành lập xã Mỹ Lộc trên cơ sở nhập toàn bộ xã Mỹ Thành, xã Mỹ Thịnh và xã Mỹ Tiến.
2. Sau khi sắp xếp, thành phố Nam Định có 21 đơn vị hành chính cấp xã, gồm 14 phường: Cửa Bắc, Cửa Nam, Hưng Lộc, Lộc Hạ, Lộc Hòa, Lộc Vượng, Nam Phong, Nam Vân, Năng Tĩnh, Mỹ Xá, Quang Trung, Trần Hưng Đạo, Trường Thi, Vị Xuyên và 07 xã: Mỹ Hà, Mỹ Lộc, Mỹ Phúc, Mỹ Tân, Mỹ Thắng, Mỹ Thuận, Mỹ Trung.

- Huyện Vụ Bản

1. Nhập toàn bộ xã Tân Khánh và xã Minh Thuận vào xã Minh Tân.
2. Nhập toàn bộ xã Tân Thành và xã Liên Bảo vào xã Thành Lợi.
3. Sau khi sắp xếp, huyện Vụ Bản có 14 đơn vị hành chính cấp xã, gồm 13 xã và 01 thị trấn.

- Huyện Ý Yên

1. Thành lập xã Trung Nghĩa trên cơ sở nhập toàn bộ xã Yên Thành, xã Yên Nghĩa và xã Yên Trung.
2. Thành lập xã Phú Hưng trên cơ sở nhập toàn bộ xã Yên Hưng, xã Yên Phú và xã Yên Phương.
3. Thành lập xã Tân Minh trên cơ sở nhập toàn bộ xã Yên Minh, xã Yên Lợi và xã Yên Tân.
4. Thành lập xã Hồng Quang trên cơ sở nhập toàn bộ xã Yên Quang, xã Yên Hồng và xã Yên Bằng.
5. Sau khi sắp xếp, huyện Ý Yên có 23 đơn vị hành chính cấp xã, gồm 22 xã và 01 thị trấn.

- Huyện Nam Trực

1. Thành lập xã Nam Điền trên cơ sở nhập toàn bộ xã Nam Toàn, xã Nam Mỹ và xã Điền Xá.
2. Sau khi sắp xếp, huyện Nam Trực có 18 đơn vị hành chính cấp xã, gồm 17 xã và 01 thị trấn.

- Huyện Xuân Trường

1. Thành lập xã Xuân Giang trên cơ sở nhập toàn bộ xã Xuân Đài, xã Xuân Phong và xã Xuân Thủy.
2. Thành lập xã Xuân Phúc trên cơ sở nhập toàn bộ xã Xuân Hòa, xã Xuân Kiên và xã Xuân Tiến.
3. Thành lập xã Trà Lũ trên cơ sở nhập toàn bộ xã Xuân Bắc, xã Xuân Trung và xã Xuân Phương.
4. Sau khi sắp xếp, huyện Xuân Trường có 14 đơn vị hành chính cấp xã, gồm 13 xã và 01 thị trấn.

- Huyện Nghĩa Hưng

1. Nhập toàn bộ xã Nghĩa Bình và xã Nghĩa Tân vào thị trấn Quỹ Nhất.
2. Thành lập xã Đồng Thịnh trên cơ sở nhập toàn bộ xã Nghĩa Minh, xã Nghĩa Đồng và xã Nghĩa Thịnh.
3. Sau khi sắp xếp, huyện Nghĩa Hưng có 20 đơn vị hành chính cấp xã, gồm 17 xã và 03 thị trấn.

- Huyện Hải Hậu

1. Nhập toàn bộ xã Hải Bắc và xã Hải Phương vào thị trấn Yên Định.
2. Nhập toàn bộ xã Hải Chính và xã Hải Lý vào thị trấn Cồn.
3. Nhập toàn bộ xã Hải Hà và xã Hải Thanh vào xã Hải Hưng.
4. Nhập toàn bộ xã Hải Triều và xã Hải Cường vào xã Hải Xuân.
5. Nhập toàn bộ xã Hải Vân và xã Hải Phúc vào xã Hải Nam.
6. Sau khi sắp xếp, huyện Hải Hậu có 24 đơn vị hành chính cấp xã, gồm 21 xã và 03 thị trấn.

- Huyện Giao Thủy

1. Thành lập thị trấn Giao Thủy trên cơ sở nhập toàn bộ xã Hoành Sơn, xã Giao Tiến và thị trấn Ngô Đồng.
2. Sau khi sắp xếp, huyện Giao Thủy có 20 đơn vị hành chính cấp xã, gồm 18 xã và 02 thị trấn.
3. Tỉnh Nam Định có 09 đơn vị hành chính cấp huyện, gồm 01 thành phố và 08 huyện; 175 đơn vị hành chính cấp xã, gồm 146 xã, 14 phường và 15 thị trấn.

#### Năm 2025: Nghị quyết số 202/2025/QH15
- Nghị quyết số 202/2025/QH15[39] ngày 12 tháng 6 năm 2025 của Quốc hội về việc sắp xếp đơn vị hành chính cấp tỉnh:
- Tỉnh Hà Nam, tỉnh Nam Định, tỉnh Ninh Bình

1. Sắp xếp toàn bộ diện tích tự nhiên, quy mô dân số của tỉnh Hà Nam, tỉnh Nam Định và tỉnh Ninh Bình thành tỉnh mới có tên gọi là tỉnh Ninh Bình.

| Đơn vị hành chính của tỉnh Nam Định (tính đến ngày 12 tháng 6 năm 2025) | Đơn vị hành chính của tỉnh Nam Định (tính đến ngày 12 tháng 6 năm 2025) | Đơn vị hành chính của tỉnh Nam Định (tính đến ngày 12 tháng 6 năm 2025) |
| Số thứ tự                                                               | Đơn vị hành chính cấp huyện                                             | Đơn vị hành chính cấp xã |
| ----------------------------------------------------------------------- | ----------------------------------------------------------------------- | --- |
| 1                                                                       | Thành phố Nam Định                                                      | 14 phường: Cửa Bắc, Cửa Nam, Hưng Lộc, Lộc Hạ, Lộc Hòa, Lộc Vượng, Mỹ Xá, Nam Phong, Nam Vân, Năng Tĩnh, Quang Trung, Trần Hưng Đạo, Trường Thi, Vị Xuyên và 7 xã: Mỹ Hà, Mỹ Lộc, Mỹ Phúc, Mỹ Tân, Mỹ Thắng, Mỹ Thuận, Mỹ Trung                             |
| 2                                                                       | Huyện Giao Thủy                                                         | 2 thị trấn: Giao Thủy, Quất Lâm và 18 xã: Bạch Long, Bình Hòa, Giao An, Giao Châu, Giao Hà, Giao Hải, Giao Hương, Giao Lạc, Giao Long, Giao Nhân, Giao Phong, Giao Tân, Giao Thanh, Giao Thiện, Giao Thịnh, Giao Xuân, Giao Yến, Hồng Thuận                 |
| 3                                                                       | Huyện Hải Hậu                                                           | 3 thị trấn: Cồn, Thịnh Long, Yên Định và 21 xã: Hải An, Hải Anh, Hải Châu, Hải Đông, Hải Đường, Hải Giang, Hải Hòa, Hải Hưng, Hải Long, Hải Lộc, Hải Minh, Hải Nam, Hải Ninh, Hải Phong, Hải Phú, Hải Quang, Hải Sơn, Hải Tân, Hải Tây, Hải Trung, Hải Xuân |
| 4                                                                       | Huyện Nam Trực                                                          | Thị trấn Nam Giang và 17 xã: Bình Minh, Đồng Sơn, Hồng Quang, Nam Cường, Nam Dương, Nam Điền, Nam Hải, Nam Hoa, Nam Hồng, Nam Hùng, Nam Lợi, Nam Thanh, Nam Thái, Nam Thắng, Nam Tiến, Nghĩa An, Tân Thịnh.                                                 |
| 5                                                                       | Huyện Nghĩa Hưng                                                        | 3 thị trấn: Liễu Đề, Quỹ Nhất, Rạng Đông và 17 xã: Đồng Thịnh, Hoàng Nam, Nam Điền, Nghĩa Châu, Nghĩa Hải, Nghĩa Hồng, Nghĩa Hùng, Nghĩa Lạc, Nghĩa Lâm, Nghĩa Lợi, Nghĩa Phong, Nghĩa Phú, Nghĩa Sơn, Nghĩa Thái, Nghĩa Thành, Nghĩa Trung, Phúc Thắng     |
| 6                                                                       | Huyện Trực Ninh                                                         | 3 thị trấn: Cát Thành, Cổ Lễ, Ninh Cường và 18 xã: Liêm Hải, Phương Định, Trực Chính, Trực Cường, Trực Đại, Trực Đạo, Trực Hùng, Trực Hưng, Trực Khang, Trực Mỹ, Trực Nội, Trực Thanh, Trực Thái, Trực Thắng, Trực Thuận, Trực Tuấn, Trung Đông, Việt Hùng  |
| 7                                                                       | Huyện Vụ Bản                                                            | Thị trấn Gôi và 13 xã: Cộng Hòa, Đại An, Đại Thắng, Hiển Khánh, Hợp Hưng, Kim Thái, Liên Minh, Minh Tân, Quang Trung, Tam Thanh, Thành Lợi, Trung Thành, Vĩnh Hào                                                                                           |
| 8                                                                       | Huyện Xuân Trường                                                       | Thị trấn Xuân Trường và 13 xã: Thọ Nghiệp, Trà Lũ, Xuân Châu, Xuân Giang, Xuân Hồng, Xuân Ngọc, Xuân Ninh, Xuân Phú, Xuân Phúc, Xuân Tân, Xuân Thành, Xuân Thượng, Xuân Vinh                                                                                |
| 9                                                                       | Huyện Ý Yên                                                             | Thị trấn Lâm và 22 xã: Hồng Quang, Phú Hưng, Tân Minh, Trung Nghĩa, Yên Bình, Yên Chính, Yên Cường, Yên Dương, Yên Đồng, Yên Khang, Yên Khánh, Yên Lộc, Yên Lương, Yên Mỹ, Yên Nhân, Yên Ninh, Yên Phong, Yên Phúc, Yên Thắng, Yên Thọ, Yên Tiến, Yên Trị   |
| Tổng cộng                                                               | 09 đơn vị hành chính cấp huyện, gồm 01 thành phố và 08 huyện            | 175 đơn vị hành chính cấp xã, gồm 146 xã, 14 phường và 15 thị trấn |